# Payrignac
Payrignac é uma comuna francesa na região administrativa de Occitânia, no departamento de Lot. Estende-se por uma área de 21,64 km². Em 2010 a comuna tinha 695 habitantes (densidade: 32,1 hab./km²).